# Theope eurygonina
Theope eurygonina är en fjärilsart som beskrevs av Bates 1868. Theope eurygonina ingår i släktet Theope och familjen Riodinidae. Inga underarter finns listade i Catalogue of Life.